# Arne Nilsson (konstnär)
Arne Sigfrid Nilsson, född 28 juni 1925 i Åsarna i Jämtland, död 4 november 1979 i Boo i Nacka kommun, var en svensk målare.
Han var son till faktorn Göran Arvid Nilsson och Emma Isberg och mellan 1949 och 1969 gift med Grete Amalie Reinertsen. Nilsson studerade vid Grünewalds målarskola 1945 och vid Konsthögskolan 1945–1946 och 1949–1953 samt som norsk statsstipendiat vid Statens Kunstakademi i Oslo 1953–1955. Tillsammans med Gösta Petterson och Eskil Nordell deltog han i Folkrörelsernas konstfrämjandets vandringsutställning Vårpaletten. Tre målare. Han har medverkat i samlingsutställningar på Göteborgs konsthall, Konstakademien, Galleri Brinken och utställningar arrangerade av Sveriges allmänna konstförening. Nilsson är representerad vid Moderna museet i Stockholm, Norrköpings konstmuseum  och LO:s folkhögskola i Vaxholm.